# اسپرک زرد
اسپرک زرد یا ورث (نام علمی: Reseda lutea) نام یک گونه از سرده اسپرک است.